# Bobby Smith (baloncestista)
Robert Joseph "Bobby" Smith (Charleston, Virginia Occidental, 20 de agosto de 1937) es un exjugador de baloncesto estadounidense que disputó dos temporadas en la NBA. Con 1,93 metros de estatura, jugaba en la posición de base.

## Trayectoria deportiva

### Universidad
Jugó durante tres temporadas con los Mountaineers de la Universidad de Virginia Occidental, en las que promedió 12,3 puntos, 6,3 rebotes y 3,1 asistencias por partido.

### Profesional
Fue elegido en la vigésima posición del 1959 por Minneapolis Lakers, donde en su primera temporada únicamente disputó 10 partidos, en los que promedió 3,7 puntos y 3,3 rebotes.
No volvió a aparecer hasta la temporada 1961-62, ya con el equipo en Los Ángeles, disputando 3 partidos en los que no llegó a anotar ni un solo punto.

## Estadísticas de su carrera en la NBA

### Temporada regular
| Temporada | Edad | Equipo             | Liga | P  | TIT | MIN  | TC  | TCA | %TC  | 3P | 3PA | %3P | TL  | TLA | %TL  | R.OF. | R.DEF. | REB | ASIS | ROB | TAP | PER | FP  | PTS |
| 1959-60   | 22   | Minneapolis Lakers | NBA  | 10 |     | 13.0 | 1.3 | 5.4 | .241 |    |     |     | 1.1 | 1.6 | .688 |       |        | 3.3 | 1.4  |     |     |     | 1.0 | 3.7 |
| 1961-62   | 24   | Los Angeles Lakers | NBA  | 3  |     | 2.3  | 0.0 | 0.3 | .000 |    |     |     | 0.0 | 0.0 |      |       |        | 0.0 | 0.0  |     |     |     | 0.3 | 0.0 |
| Total     |      |                    | NBA  | 13 |     | 10.5 | 1.0 | 4.2 | .236 |    |     |     | 0.8 | 1.2 | .688 |       |        | 2.5 | 1.1  |     |     |     | 0.8 | 2.8 |